# Prahran
Prahran ([prɛ'ræn]), aussi appelée familièrement « Pran », est une banlieue de Melbourne, dans l'État de Victoria, en Australie.  

## Géographie
Prahran est située à cinq kilomètres au sud-est du quartier central des affaires de Melbourne et est dans la zone d'administration locale de la ville de Stonnington. 

## Population
Prahran comptait une population de 12 982 habitants lors du recensement de 2016. 

## Personnalités liées à Prahran
- Graham Berry, homme politique colonial et onzième Premier ministre de Victoria, était épicier à Prahran dans les années 1850[1]
- Maurice Blackburn, avocat australien et homme politique du parti travailliste, décédé à Prahran en 1944.
- Raelene Boyle, athlète australienne, qui a travaillé pour le conseil municipal de Prahran en tant que paysagiste[2]
- Keith Campbell, premier Australien à remporter un championnat du monde de motos Grand Prix en 1957[3]
- Barlow Carkeek, joueur de cricket victorien et australien, mort à Prahran en 1937.
- Walter Joseph Cawthorn, soldat, diplomate et ancien chef du service de renseignement secret australien (ASIS), né à Prahran en 1896.
- Percy Cerutty, entraîneur d'athlétisme excentrique de Herb Elliott, né à Prahran en 1895.
- Arthur Henry Cobby, premier as de l'air dans le Flying Corps australien pendant la Première Guerre mondiale, né à Prahran.
- John « Jack » Edwards, testeur de cricket, né à Prahran en 1860.
- Mark Evans (musicien), bassiste d'AC/DC de 1975 à 1977.
- Tony Gaze, as de la Seconde Guerre mondiale et premier pilote de course australien à participer à un Grand Prix à l'étranger, né à Prahran en 1920.
- Lisa Gerrard, musicienne et chanteuse australienne, membre du groupe de musique Dead Can Dance, a vécu à Prahran.
- Lachy Hulme, acteur et scénariste australien, vit à Prahran.
- Herbert Hyland, homme politique du parti national et investisseur, né le 15 mars 1884 à Prahran.
- Gertrude Johnson, soprano et fondatrice du Théâtre national, née à Prahran en 1894.
- Chris Judd, capitaine du Carlton Football Club, possède une maison luxueuse à Prahran.
- George Hodges Knox, homme politique australien, qui a donné son nom à la ville de Knox, né à Prahran en 1885.
- Sam Loxton, joueur de cricket australien, joué pour Prahran dans le Victorian Premier Cricket, a plus tard représenté la région à l'Assemblée législative de Victoria.
- Rebecca Maddern, ancienne présentatrice de Seven News et désormais co-animatrice de l'émission AFL Footy.
- Dr. John Marden, directeur, pionnier de l'éducation des femmes et ancien presbytérien, né à Prahran en 1855.
- Paul Medhurst, footballeur de Collingwood, résidant à Prahran.
- John Safran, documentariste et personnalité des médias.
- Daryl Somers, personnalité de la télévision
- Sir John Armstrong Spicer, procureur général du gouvernement Menzies, né à Prahran en 1899.
- Henry Tate, poète et musicien, est né à Prahran en 1873.
- Brian Taylor, ancien footballeur australien et entraîneur du Prahran Football Club dans le VFA.
- Eliza Taylor-Cotter, actrice
- George Tolhurst, compositeur du premier oratorio Ruth, dans la colonie de Victoria, et joué pour la première fois en 1864 à Prarhan.
- Keith William « Bluey » Truscott, pilote de chasse, as de la Seconde Guerre mondiale et footballeur australien, né à Prahran en 1916.
- Harry Frederick Ernest « Fred » Whitlam, avocat de la Couronne et père du Premier ministre Gough Whitlam, né à Prahran en 1884.
- Sammy J., acteur de comédies musicales.

## Presse
- Prahran Telegraph (en), journal local des années 1860-1930